# Microregione di Vitória de Santo Antão
Vitória de Santo Antão è una microregione dello Stato del Pernambuco in Brasile, appartenente alla mesoregione della Zona da Mata Pernambucana.
È una suddivisione creata puramente per fini statistici, pertanto non è un'entità politica o amministrativa.

## Comuni
Comprende 5 comuni:
- Chã de Alegria
- Chã Grande
- Glória do Goitá
- Pombos
- Vitória de Santo Antão